# Von Qvillfelt
von Qvillfelt är en svensk adelsätt med ursprung från Hunstorpet i Regna socken i Östergötland. Stamfadern Samuel Quillfeldt (1673–1719) hade tre söner vilka adlades 1751  på Stockholms slott och introducerades på Sveriges riddarhus 1752 som adelsätt nr 1924. 
Vid lantdagen i Greifswald 1806 skrevs ätten von Qvillfelt in i svenska Riddarhuset för Pommern och Rügen under nr 30 i andra riddarklassen. 
Den svenska ätten von Qvillfelt utslocknade 1835, men fortlever i Tyskland.

## Medlemmar
- Carl Gustaf von Qvillfelt (1733–1814), militär
- Vilhelm Ludvig von Qvillfelt (1740–1805), militär